# Massimo Colomban
Massimo Colomban (Santa Lucia di Piave, 31 maggio 1949) è un imprenditore italiano, fondatore della  Permasteelisa, un'azienda multinazionale operante nel settore edilizio, e della Quaternario Investimenti S.p.A., società di investimenti immobiliari nel settore delle club house e degli alberghi di lusso.

## Biografia
Penultimo di cinque figli, Colomban lascia la scuola a 14 anni per lavorare come operaio in una fabbrica di infissi. Frequentando le scuole serali si diploma all'istituto per geometri, per poi iscriversi alla Facoltà di Architettura dell'Università Iuav di Venezia. Dopo aver frequentato per due anni, a 24 anni abbandona gli studi e l'impiego per mettersi in proprio, fondando la Isa S.n.c. (Industria Serramenti in Alluminio). Nel corso degli anni successivi l'azienda cresce di dimensioni, diventando leader mondiale nel settore della progettazione, produzione e installazione di involucri architettonici. In seguito all'acquisizione, iniziata nel 1986, della ditta australiana "Permasteel Industries Pty Ltd.", che aveva realizzato i rivestimenti architettonici in vetro della Sydney Opera House, il nome cambia in Permasteelisa. Questa acquisizione dà via al processo di internazionalizzazione.
A fine anni Novanta decide di lasciare la guida dell'azienda a un gruppo di manager e acquista il Castello Brandolini, con l'obiettivo di trasformarlo in un hotel di lusso e in un centro congressi.
Alle elezioni regionali venete del 2010, si è candidato, senza essere eletto, nella lista di centro-destra Alleanza di Centro-Democrazia Cristiana, in sostegno alla candidatura di Luca Zaia a presidente della regione. Nel 2012, assieme ad Arturo Artom e a una decina di imprenditori e grandi manager, fonda l'associazione ConfAPRI, una rete e un think-tank di piccoli e medi imprenditori del Nord-Est.
Il 30 settembre 2016 è stato nominato assessore alle partecipate pubbliche del comune di Roma dalla sindaca Virginia Raggi, dimettendosi un anno più tardi.